# Sotto bombardamento
Sotto bombardamento è un brano musicale scritto ed interpretato da Luciano Ligabue, estratto il 18 maggio 2012 come terzo singolo dall'album live Campovolo 2.011. Prodotto da Luciano Luisi e registrato in studio con La Banda.

## Tracce
Download digitale
1. Sotto bombardamento – 3:37 (Luciano Ligabue)

## Musicisti
Crediti musicali
- Luciano Luisi: sintetizzatore, programmazioni, chitarra acustica e voce addizionale

La banda:
- Roberto Pellati: batteria
- Federico Poggipollini: chitarra elettrica e voce addizionale
- Mel Previte: chitarra elettrica
- Antonio Righetti: basso

## Classifiche
| Classifica (2012) | Posizione massima |
| ----------------- | ----------------- |
| Italia            | 45                |